# Gironas universitet
Gironas universitet (UdG) (katalanska: Universitat de Girona) är ett offentligt universitet beläget i Girona, Katalonien ( Spanien). Det erkändes som universitet 1997 och var resultatet av en sammanslagning av olika studiecentra i Gerona knutna till andra universitet, även om dess ursprung går tillbaka till Studium Generale, som var en enhet som skapades 1446 av Alfons V av Aragonien.
Universitetet består av fem campus. Under 2010 studerade där 14 510 elever och universitet hade 1 200 lärare.